# Брэнгвинн, Клиффорд
Клиффорд Брэнгвинн (Clifford P. Brangwynne) — американский биофизик. Ассоциированный профессор химической и биологической инженерии Принстонского университета, исследователь Медицинского института Говарда Хьюза (с 2018).
Лауреат стипендии Мак-Артура (2018).
Окончил с отличием Университет Карнеги — Меллона (бакалавр материаловедения и инженерии с физикой в миноре, 2001). В 2007 году получил степень доктора философии по прикладной физике в Гарвардском университете, проводя докторские исследования в лаборатории профессора David A. Weitz. В 2007—2010 годах являлся постдоком в Германии у профессора Энтони Хаймана и немецкого биофизика Frank Jülicher. В 2008—2010 гг. фелло Helen Hay Whitney Foundation. С 2011 года в Принстонском университете, первоначально ассистент-профессор.

## Награды и отличия
- Searle Scholar Award[англ.] (2012)
- NIH Director's New Innovator Award[англ.] (2012)
- NSF CAREER Award[англ.] (2013)
- Стипендия Слоуна (2014)
- Howard B. Wentz, Jr. Junior Faculty Award Принстона (2014)[2]
- Стипендия Мак-Артура (2018)[3]
- Премия Уайли (2020)
- Премия Блаватника для молодых учёных (2020)
- HFSP Nakasone Award[нем.] (2021)
- Премия Диксона (2023)